# 富永真理
富永真理（日语： Tominaga Mari），日本女性動畫師、人物設計師。出身於東京都。
曾隸屬於Studio LIVE，現在是自由身。她的其他名字包括富永 真理、富永 真里（日文發音與上面相同）。
2004年至2008 年，她擔任《名偵探柯南》的人物設定，取代暫時離開該作製作團隊的須藤昌朋（須藤於2008年回歸）。
1990年代，她自稱是東京養樂多燕子的球迷。

## 參加作品

### 電視動畫
1981年
- 怪博士與機器娃娃 (1981年版)（—1986年，動畫）

1984年
- 銀河漂流拜法姆（動畫）
- 超力機器人 卡拉特（日语：超力ロボ ガラット）（—1985年，動畫）

1985年
- 超獸機神斷空我（動畫）

1986年
- 七龍珠（—1989年，動畫、原畫）

1987年
- 高校！奇面組（日语：ハイスクール!奇面組）（動畫、原畫）

1989年
- 偶像英里子傳說（—1990年，配角設定、原畫）

1990年
- 神通小精靈（—1992年，原畫）
- 魔神英雄傳2（—1991年，作畫監督、原畫）
- 偶像天使陽子（—1991年，原畫）

1991年
- 城市獵人'91（原畫）
- 魔法公主 明琪桃子 擁抱夢想（日语：魔法のプリンセス ミンキーモモ）（—1992年，配角設定、作畫監督、原畫、總集篇作畫）

1993年
- 疾風無敵銀堡壘（原畫）

1994年
- 霸王大系龍騎士（—1995年，作畫監督）
- 美少女戰士S（作畫監督、原畫）

1995年
- 恐龍冒險記（日语：恐竜冒険記ジュラトリッパー）（人物設定）
- 美少女戰士SuperS（作畫監督、原畫）

1996年
- 聖天空戰記（原畫）
- 機動新世紀鋼彈X（原畫）
- 名偵探柯南（人物設定、配角設定、總作畫監督、作畫監督、作畫監督補佐、原畫、OP作畫監督&原畫、ED作畫監督&原畫）

1997年
- 超魔神英雄傳（—1998年，特別人物設定、作畫監督、原畫）

1999年
- 數碼寶貝大冒險（—2000年，原畫）

2000年
- 哈姆太郎（—2006年，作畫監督、OP原畫、ED原畫）
- 第一神拳（—2002年，原畫）

2001年
- PROJECT ARMS（OP原畫）
- 少年足球（—2002年，人物設定）

2002年
- 魯莽天使（—2003年，原畫、OP原畫）
- 火影忍者（—2007年，原畫）
- 花田少年史（—2003年，原畫）

2003年
- 第一神拳 Champion Road（原畫）
- 高橋留美子劇場（人物設定[1]、作畫監督）
- 波波羅古洛伊斯（—2004年，原畫、第2期OP原畫）
- 音速小子X（—2004年，OP原畫、ED原畫）
- 神槍少女（—2004年，原畫）

2004年
- MONSTER（—2005年，原畫）

2005年
- 黏黏妖美少女（人物設定、總作畫監督）
- 槍與劍（原畫）
- 光速蒙面俠21（原畫）

2006年
- 甲蟲王者 森林居民的傳說（原畫）
- 新宇宙飛龍 LEGEND OF DAIKU-MARYU（原畫）
- 天使心（原畫）
- BLOOD+（原畫）
- 牙 -KIBA-（日语：牙 (アニメ)）（—2007年，原畫）
- D.Gray-man（—2008年，作畫監督、作畫監督補佐、原畫）
- 戀愛天使安琪莉可 ～心甦醒之時～（日语：恋する天使アンジェリーク）（動畫人物設定、總作畫監督）

2007年
- 戀愛天使安琪莉可 ～光輝的明天～（日语：恋する天使アンジェリーク）（動畫人物設定、總作畫監督）
- 火影忍者疾風傳（—2017年，原畫、OP原畫）
- Saint Beast 四聖獸 ～光陰敘事詩天使譚～（日语：セイント・ビースト）（OP原畫）
- 電腦線圈（原畫）
- 偶像大師 XENOGLOSSIA（原畫）
- 奔向地球（原畫）
- 魔人偵探腦嚙涅羅（OP原畫、ED原畫）
- 守護甜心！（原畫）
- （OP原畫）

2008年
- 全力兔（OP原畫）
- 超時空要塞Frontier（原畫）
- 淘氣小親親（原畫）
- 再造人卡辛 Sins（日语：キャシャーン Sins）（—2009年，作畫監督、原畫、第2期ED原畫）

2009年
- 明日的與一！（原畫）
- 第一神拳 New Challenger（原畫）
- 青之花（原畫）
- 奇蹟少女KOBATO.（原畫）
- 青色文學系列（原畫）

2010年
- 青春CUP（原畫）
- 無法掙脫的背叛（原畫）
- 傳說的勇者的傳說（ED原畫）

2011年
- 卡片鬥爭!! 先導者（—2012年，人物設定、作畫監督、第1期OP&ED總作畫監督、第2期OP&ED總作畫監督、第3期ED總作畫監督）
- 食夢者瑪莉（原畫）
- 偶像大師（原畫）

2012年
- 卡片鬥爭!! 先導者 亞洲巡迴賽篇（—2013年，人物設定、作畫監督、OP總作畫監督、ED總作畫監督）
- ZETMAN（作畫監督、原畫、ED原畫）

2013年
- 卡片鬥爭!! 先導者 王牌連接篇（—2014年，人物設定、作畫監督、OP總作畫監督、ED總作畫監督）
- 幕末義人傳 浪漫（原畫）
- 革命機Valvrave（原畫）
- 小鎮有你（原畫）
- 飆速宅男（—2014年，作畫監督、作畫監督補佐、原畫、第1期OP&ED原畫、第2期ED原畫、第3期ED原畫）
- 第一神拳 Rising（原畫、作畫協力）

2014年
- 卡片鬥爭!! 先導者 雙鬥搭檔篇（人物設定、作畫監督、第1期OP&ED總作畫監督、第2期OP作畫監督、第2期ED總作畫監督）
- Love Live！ (第2期)（原畫）
- 飆速宅男 GRANDE ROAD（—2015年，作畫監督補佐、第2期OP&ED原畫）
- 卡片鬥爭!! 先導者G（—2015年，人物設定、作畫監督、總作畫監督、第1期OP&ED總作畫監督、第2期OP總作畫監督、第2期ED作畫監督、第3期ED總作畫監督、第4期ED總作畫監督）
- 名偵探柯南 江戶川柯南失蹤事件 ～史上最糟糕的兩天～（原畫）

2015年
- 東京喰種√A（原畫）
- 偶像大師 灰姑娘女孩（原畫）
- 英雄銀行（日语：ヒーローバンク）（原畫）
- 潮與虎（—2016年，原畫、OP原畫）
- 卡片鬥爭!! 先導者G 齒輪危機篇（—2016年，人物設定、總作畫監督、OP作畫監督）

2016年
- 卡片鬥爭!! 先導者G 超越之門篇（人物設定、總作畫監督、OP作畫監督、ED作畫監督）
- 甲鐵城的卡巴內里（原畫）
- ReLIFE（OP原畫）

2017年
- 偶像事變（ED原畫）
- 飆速宅男 NEW GENERATION（作畫監督、原畫、OP原畫、ED短篇動畫）
- 舞動青春（原畫）

2018年
- 付喪神出租中（作畫監督）

2019年
- 明治東京戀伽（作畫監督）
- Dr.STONE 新石紀（作畫監督）

2020年
- Love Live！虹咲學園學園偶像同好會（作畫監督）

2021年
- Love Live！Superstar!!（作畫監督）
- 魯邦三世 PART6（作畫監督[2]）

2022年
- 名偵探柯南 零的日常（ED原畫）
- 名偵探柯南 本廳的刑警戀愛故事 ～結婚前夜～（人物設定[3]）
- BLEACH 千年血戰篇（作畫監督[4]、原畫、OP作畫監督）

2023年
- BLEACH 千年血戰篇 -訣別譚-（OP作畫監督）
- Dr.STONE 新石紀 NEW WORLD（總作畫監督、作畫監督[4]）

2024年
- 失憶投捕（作畫監督[4]）
- BLEACH 千年血戰篇 -相剋譚-（作畫監督[5]）
- 亂馬½ (2024年版)（作畫監督）

2025年
- 真·侍傳YAIBA（原畫）

### 電影動畫
1984年
- 怪博士與機器娃娃：吼唷唷！納納巴城的寶藏（日语：Dr.スランプ アラレちゃん ほよよ!ナナバ城の秘宝）（動畫）

1986年
- 劇場版 北斗神拳（日语：北斗の拳 (1986年の映画)）（動畫）

1988年
- 七龍珠：摩訶不可思議大冒險（原畫）

1990年
- （原畫）

1992年
- 勇者鬥惡龍 達伊的大冒險：站起來!! 阿邦的使徒（日语：ドラゴンクエスト ダイの大冒険 起ちあがれ!!アバンの使徒）（原畫）

1993年
- 怪博士與機器娃娃：嗯加！愛在企鵝村（日语：Dr.スランプ アラレちゃん んちゃ!ペンギン村より愛をこめて）（原畫）

1994年
- 劇場版 美少女戰士S（原畫）

1997年
- 名偵探柯南：引爆摩天樓（原畫）

1998年
- 名偵探柯南：第14號獵物（原畫）

1999年
- 名偵探柯南：世紀末的魔術師（原畫）

2000年
- 名偵探柯南：瞳孔中的暗殺者（原畫、佈局）

2001年
- 名偵探柯南：往天國的倒數計時（原畫）

2002年
- 名偵探柯南：貝克街的亡靈（原畫）
- 劇場版 哈姆太郎：哈姆哈姆哈姆迦！夢幻的公主（原畫）

2003年
- 麵包超人：紅寶的願望（日语：それいけ!アンパンマン ルビーの願い）（原畫）

2004年
- 名偵探柯南：銀翼的奇術師（原畫）
- 麵包超人：夢貓王國的喵咪（日语：それいけ!アンパンマン 夢猫の国のニャニイ）（原畫）

2005年
- 名偵探柯南：水平線上的陰謀（原畫）

2006年
- 名偵探柯南：偵探們的鎮魂歌（原畫）
- 劇場版 遙遠時空 舞一夜（原畫）

2007年
- 名偵探柯南：紺碧之棺（原畫）

2008年
- 名偵探柯南：戰慄的樂譜（原畫）
- 麵包超人：妖精琳琳的秘密（原畫）

2009年
- 名偵探柯南：漆黑的追跡者（原畫）
- 麵包超人：達旦旦和雙子星（日语：それいけ!アンパンマン だだんだんとふたごの星）（原畫）
- 劇場版 火影忍者疾風傳：火意志的繼承者（原畫）

2010年
- 名偵探柯南：天空的劫難船（原畫）
- 劇場版 火影忍者疾風傳：失落之塔（原畫）
- 麵包超人：黑鼻子與魔法之歌（日语：それいけ!アンパンマン ブラックノーズと魔法の歌）（原畫）

2011年
- 名偵探柯南：沉默的15分鐘（原畫）
- 劇場版 火影忍者：血獄（原畫）
- 麵包超人：可可林與奇跡之星大救援（日语：それいけ!アンパンマン すくえ! ココリンと奇跡の星）（原畫）

2012年
- 名偵探柯南：第11位前鋒（原畫）
- ROAD TO NINJA -NARUTO THE MOVIE-（原畫）

2013年
- 名偵探柯南：絕海的偵探（原畫）
- 劇場版 HUNTER×HUNTER：緋色的幻影（原畫）
- 短暫和平「火要鎮」「永別了武器」（作畫、原畫）

2014年
- 名偵探柯南：異次元的狙擊手（原畫）
- 劇場版 TIGER & BUNNY -The Rising-（原畫）

2015年
- 名偵探柯南：業火的向日葵（原畫）
- Love Live！學園偶像電影（原畫）

2016年
- 名偵探柯南：純黑的惡夢（原畫）
- ONE PIECE FILM GOLD（原畫）
- POP IN Q（原畫）

2017年
- 名偵探柯南：唐紅的戀歌（原畫）

2018年
- 名偵探柯南：零的執行人（作畫監督）

2019年
- 名偵探柯南：紺青之拳（原畫）
- Love Live！Sunshine!! 學園偶像電影 ～彩虹彼端～（作畫監督）
- 劇場版 歌之☆王子殿下♪：真愛KINGDOM（原畫）

2020年
- 寶可夢：皮卡丘與可可的冒險（原畫）

2022年
- 名偵探柯南：萬聖節的新娘（作畫監督補佐、原畫）
- 劇場版 刀劍神域 -Progressive- 陰沉薄暮的詼諧曲（原畫）

2023年
- 名偵探柯南：黑鐵的魚影（原畫）

2024年
- 名偵探柯南：100萬美元的五稜星（作畫監督補佐）

### OVA
1985年
- 魔法公主 明琪桃子 夢中輪舞（日语：魔法のプリンセス ミンキーモモ）（動畫）
- 吸血鬼獵人D（動畫）

1987年
- 禁斷默示錄 水晶三角（日语：禁断の黙示録 クリスタル・トライアングル）（ED插圖）
- THE SAMURAI（日语：ザ・サムライ）（原畫）

1990年
- 加杜林（日语：ガデュリン）（原畫）

1991年
- 超幕末少年世紀高丸（日语：超幕末少年世紀タカマル）（原畫）

1994年
- MINKY MOMO IN 啟程之站（日语：魔法のプリンセス ミンキーモモ）（原畫）

1999年
- 青山剛昌短篇集（原畫）

2003年
- 霸王大系龍騎士 亞迪傳說II（—2004年，原畫）
- 第一神拳 間柴vs木村 死刑執行（原畫）

2004年
- 名偵探柯南：柯南、基德與水晶之母（人物設定、總作畫監督）

2005年
- 名偵探柯南：以毛利小五郎為目標!! 少年偵探團的秘密調查!!（人物設定、總作畫監督）

2006年
- 名偵探柯南：追蹤消失的鑽石！柯南、平次vs基德!!!（人物設定、總作畫監督）

2009年
- 聖鬥士星矢 THE LOST CANVAS 冥王神話（作畫監督・原畫）

2010年
- 今天開始談戀愛（原畫）

2011年
- .hack//Quantum（原畫）

### 網路動畫
- 小滿救援隊（日语：ちちぶでぶちち）（2018年，原畫）

### 遊戲
- 超魔神英雄傳 ANOTHER STEP（日语：超魔神英雄伝ワタル ANOTHER STEP）（1998年，IQ會話畫面原）

## 外部連結
- ，存于 （日語）—富永真理的官方個人網站。
- 富永真理的X（前Twitter） （日語）